# Ekwador na Zimowych Igrzyskach Olimpijskich 2022
Ekwador na Zimowych Igrzyskach Olimpijskich 2022 – występ kadry sportowców reprezentujących Ekwador na igrzyskach olimpijskich, które odbyły się w Pekinie w Chińskiej Republice Ludowej, w dniach 4-20 lutego 2022 roku.

Reprezentacja Ekwadoru liczyła jednego zawodnika - kobietę.

## Reprezentanci
| Zawodniczka   | Konkurencja   | Zjazd 1. | Zjazd 1. | Zjazd 2. | Zjazd 2. | Suma | Suma    | Źródło      |
| Zawodniczka   | Konkurencja   | Czas     | Miejsce  | Czas     | Miejsce  | Czas | Miejsce | Źródło      |
| ------------- | ------------- | -------- | -------- | -------- | -------- | ---- | ------- | ----------- |
| Sarah Escobar | Slalom gigant | 1:21,26  | 78.      | DNF      | DNF      | DNF  | DNF     | [ 1 ] [ 2 ] |